# Pavel Ivanovič Mel'nikov
Pavel Ivanovič Mel'nikov in russo Павел Иванович Мельников?, anche noto con lo pseudonimo Andrej Pečerskij (Nižnij Novgorod, 25 ottobre 1818 – Nižnij Novgorod, 13 febbraio 1883) è stato uno scrittore russo.
Laureato all'Università di Kazan', nel 1845 divenne funzionario nel suo stesso paese natale, con la funzione di contrastare il settarismo religioso russo (raskol), all'epoca piuttosto diffuso in zona.
Nel 1853 venne trasferito al Ministero degli Interni e pubblicò il giornale Il diario russo, intriso di vena polemica e satirica.
Dal 1866 si dedicò a pieno ritmo alla produzione letteraria, con articoli sul settarismo e i due suoi romanzi più famosi: Nelle foreste e Sui monti, pubblicati sul giornale Il messaggero russo dal 1871 al 1881.
In questi romanzi, Mel'nikov fa largo uso delle leggende e delle tradizioni delle sette nei dintorni del fiume Volga.

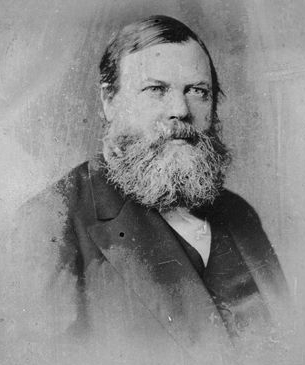
Pavel Ivanovič Mel'nikov

## Opere
- Il diario russo - giornale, del 1853
- Nelle foreste - romanzo, 1868-1874
- Sui monti - romanzo, 1885-1891